# Final da Taça Santos Dumont de 2013
A final da Taça Santos Dumont de 2013 definiu o campeão do primeiro turno e o primeiro finalista do Campeonato Carioca Série B 2013. Foi decidida por Bonsucesso e Cabofriense em partida única no Estádio Proletário Guilherme da Silveira, mais conhecido como Moça Bonita.
O vencedor foi o Bonsucesso ao derrotar, na final, o Cabofriense por 1 a 0 com gol de Camilo aos 27 minutos do 2º tempo.
O Bonsucesso teve a melhor campanha do grupo A da Taça Santos Dumont na fase de grupos, vencendo cinco das nove partidas disputadas. O Cabofriense foi o segundo colocado do grupo A com quatro vitórias. As campanhas na fase de grupos:
| Gr. | Pos | Time        | PG | J | V | E | D | GP | GS | SG  |
| --- | --- | ----------- | -- | - | - | - | - | -- | -- | --- |
| A   | 1   | Bonsucesso  | 17 | 9 | 5 | 2 | 2 | 14 | 9  | +5  |
| A   | 2   | Cabofriense | 15 | 9 | 4 | 3 | 2 | 18 | 8  | +10 |

Na semifinal, o Bonsucesso empatou com o Portuguesa-RJ por 0 a 0, pois jogava pelo empate, por ter melhor campanha na fase de grupos. Na outra semifinal, o Cabofriense venceu por 2 a 0 o America, que tinha a melhor campanha e, por isso, jogava pelo empate.
Por ter melhor campanha, o Bonsucesso disputará a final com a vantagem do empate.

## Histórico de confrontos

### Nesta edição
Como as duas equipes finalistas pertenciam ao mesmo grupo, não houve confronto entre elas. Só aconteceram confrontos entre clubes de grupos distintos.

### Geral
| Classificação | Classificação | Classificação | Classificação | Classificação | Classificação | Classificação | Classificação |
| Time          | J             | V             | E             | D             | GP            | GS            | SV            |
| ------------- | ------------- | ------------- | ------------- | ------------- | ------------- | ------------- | ------------- |
| Bonsucesso    | 2             | 1             | 0             | 1             | 2             | 1             | +1            |
| Cabofriense   | 2             | 1             | 0             | 1             | 1             | 2             | -1            |

### No Campeonato Carioca
| Classificação | Classificação | Classificação | Classificação | Classificação | Classificação | Classificação | Classificação |
| Time          | J             | V             | E             | D             | GP            | GS            | SV            |
| ------------- | ------------- | ------------- | ------------- | ------------- | ------------- | ------------- | ------------- |
| Bonsucesso    | 2             | 1             | 0             | 1             | 2             | 1             | +1            |
| Cabofriense   | 2             | 1             | 0             | 1             | 1             | 2             | -1            |

#### Última partida
Campeonato Carioca 2010 - Série B - Segunda Fase 6ª rodada
| 26 de maio | Bonsucesso | 2 – 0  | Cabofriense | Estádio do Engenhão, Rio de Janeiro |
| 15:00      |            | Súmula |             | Público: 320                        |

#### A Partida
| 27 de abril | Bonsucesso | 1 – 0 | Cabofriense | Moça Bonita, Rio de Janeiro                            |
| 15:00       | Camilo 68' |       |             | Público: 482 Árbitro: RJ Luiz Antonio Silva dos Santos |